# Granica O-S
Granica O-S (zwana także granicą ordowik-sylur) – warstwa osadów rozgraniczająca warstwy ordowika późnego od wczesnych warstw syluru. Warstwy z tego okresu noszą ślady regresji morskiej i szybko następującego po niej procesu transgresji morskiej oraz wielkiego wymierania.
Regresja morska rozpoczęła się w epoce ordowik późny (rawtej), natomiast już pod koniec hirnantu rozpoczęła się transgresja, która trwała do początku syluru. W wyniku podnoszenia się poziomu wód, została zalana znaczna powierzchnia ówczesnych kontynentów oraz rozprzestrzenieniu uległy głębokowodne łupki graptolitowe. Wahania poziomu mórz na przełomie ordowika i syluru były spowodowane ruchami eustatycznymi. Z tego samego okresu pochodzą również osady lodowcowe, które były nagromadzone na wysokich szerokościach geograficznych południowego kontynentu – Gondwana. Regresja z późnego ordowika spowodowana była gromadzeniem się czap lodowych na Gondwanie, natomiast proces transgresji w sylurze zapoczątkowany został przez topnienie lodowców.
Z zapisu kopalnego wynika, że masowe wymierania w tym okresie miało dwie fazy. Pierwsza związana z regresja morską, która spowodowała wymarcie trylobitów i bentosów z obszarów okołorównikowych. Druga natomiast spowodowana była przez transgresję, w wyniku której nastąpiła ekspansja czarnych łupków na ląd (wczesny sylur) – zbudowane z graptolitów (organizmy planktoniczne we wczesnym paleozoiku). Obumieranie ich szczątków spowodowało wystąpienie warunków beztlenowych i wymarcie innych organizmów planktonicznych, m.in.: akritarchów i Chitinozoa. Druga faza wymierania dotknęła jedynie środowisko przydenne, która była spowodowana przez rozwój wód beztlenowych.